# Prospect Park

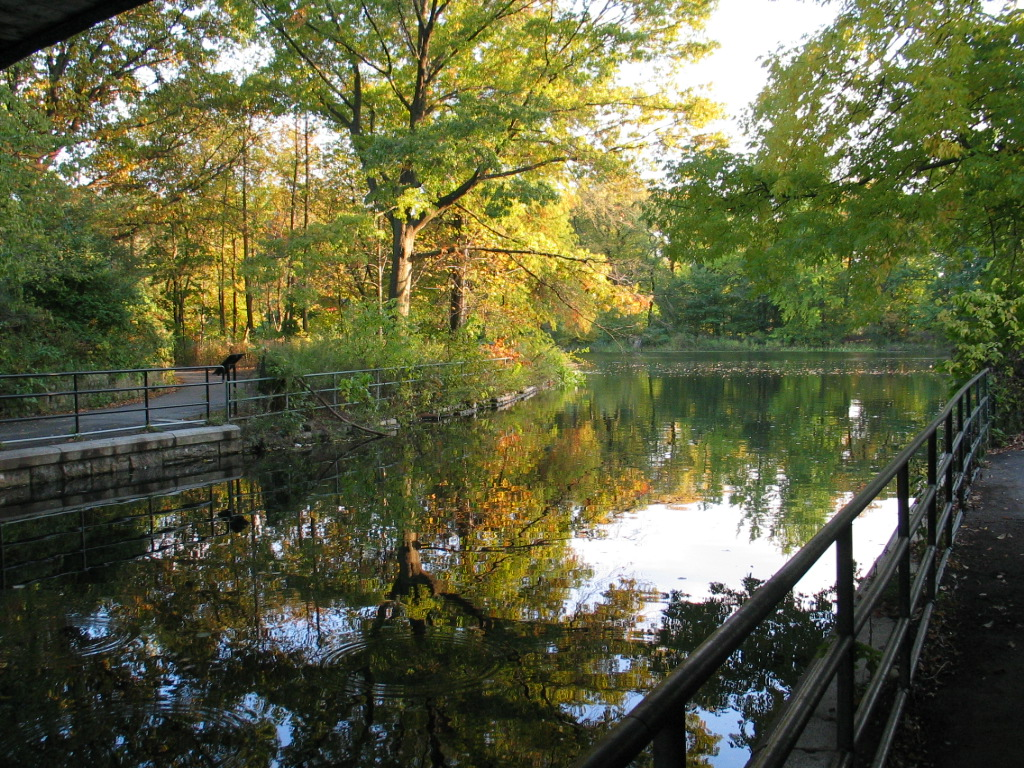
En vy i parken

Prospect Park är en stadspark i Brooklyn, New York i USA. Parken ligger mellan stadsdelarna Park Slope, Prospect Heights, Prospect Lefferts Gardens, Flatbush och Windsor Terrace, och gränsar till Brooklyn Museum, Grand Army Plaza och Brooklyn botaniska trädgård. Med en yta på 213 hektar (2,1 km²), är Prospect Park den näst största offentliga parken i Brooklyn, bakom Marine Park.
Först föreslogs i lagstiftning som antogs 1859, Prospect Park anlades av Frederick Law Olmsted och Calvert Vaux, som också hjälpte till att designa Manhattans Central Park, efter olika ändringar av dess design. Prospect Park öppnade 1867, även om det inte var väsentligt färdigt förrän 1873. Parken genomgick därefter åtskilliga ändringar och utbyggnader av sina anläggningar. Flera tillägg till parken färdigställdes på 1890-talet, i City Beautiful arkitektoniska rörelse. I början av 1900-talet startade New York Citys avdelning för parker och rekreation (NYC Parks) kommissionär Robert Moses ett program för att städa upp Prospect Park. En period av nedgång i slutet av 1900-talet sporrade till skapandet av Prospect Park Alliance, som renoverade många delar av parken med början i slutet av 1980-talet.
Huvudattraktioner i parken inkluderar den 36 hektar stora Long Meadow; Picknickhuset; Litchfield Villa; Prospect Park Zoo; Båthuset; Concert Grove; Brooklyns enda sjö, som täcker 24 ha; och Prospect Park Bandshell som är värd för gratis utomhuskonserter på sommaren. Parken har också sportfaciliteter, inklusive Prospect Park tenniscenter, basketplaner, basebollplaner, fotbollsplaner och New York Pétanque Club i Parade Ground. Det finns också en privat vängemenskapens (kväkarnas) kyrkogård på Quaker Hill nära bollplanerna. Dessutom är Prospect Park en del av Brooklyn–Queens Greenway, ett nätverk av grönområden som sträcker sig över västra Long Island.
Prospect Park utsågs till ett New York Citys natursköna landmärke den 25 november 1975 och listades i Nationellt register över historiska platser den 17 september 1980. Parken drivs av Prospect Park Alliance och NYC Parks.

## Historia

### Före parken

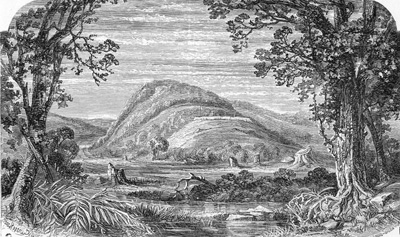
Slagspassområdet från slaget vid Brooklyn 1776 i det amerikanska revolutionskriget, en etsning cirka 1792

För ungefär 17 000 år sedan etablerade den vikande Wisconsinglaciärens ändmorän som bildade Long Island, känd som Harbour Hill morän, en rad kullar och dödissjöar i den norra delen av parken och en lägre liggande sandur i den södra delen. Mount Prospect (eller Prospect Hill), nära korsningen mellan Flatbush Avenue och Eastern Parkway, är en av de högsta kullarna i Brooklyn, som reser sig 61 m över havet. Det är den högsta bland en rad kullar som sträcker sig in i parken, inklusive kullarna Sullivan, Breeze och Lookout. Området var ursprungligen skogbevuxet, men blev öppen betesmark efter två århundraden av europeisk kolonisering. Betydande trädbestånd fanns endast kvar i torvmossarna centrerade söder om Ninth och Flatbush Avenues, såväl som i en stor mosse norr om Ninth Street, och innehöll kastanj, silverpoppel och ek. Några av dessa bestånd bevarades i den moderna Prospect Park Ravine och fick smeknamnet "Brooklyns sista skog".
Under det amerikanska revolutionskriget (1775–1783) var parken en plats för slaget vid Long Island (även känt som slaget vid Brooklyn). Amerikanska styrkor försökte hålla Slagspasset (Battle Pass), en öppning i terminalmoränen där den gamla Flatbush-vägen gick från byarna Brooklyn till Flatbush. Den föll efter några av de tyngsta striderna i förlovningen, och dess förlust bidrog till George Washingtons beslut att dra sig tillbaka. Även om den kontinentalarmén förlorade slaget, kunde de hålla britterna tillbaka tillräckligt länge för att Washingtons armé skulle fly över East River till Manhattan. Minnestavlor norr om djurparken, liksom Maryland-monumentet vid Lookout Hills fot, hedrar denna händelse.
Staden Brooklyn byggde en reservoar på Prospect Hill 1856. Behovet av att hålla tomterna runt reservoaren fria från utveckling, såväl som bevarandet av området för Slagspasset, angavs som två skäl för att etablera en stor park i närheten.

## Fauna och flora

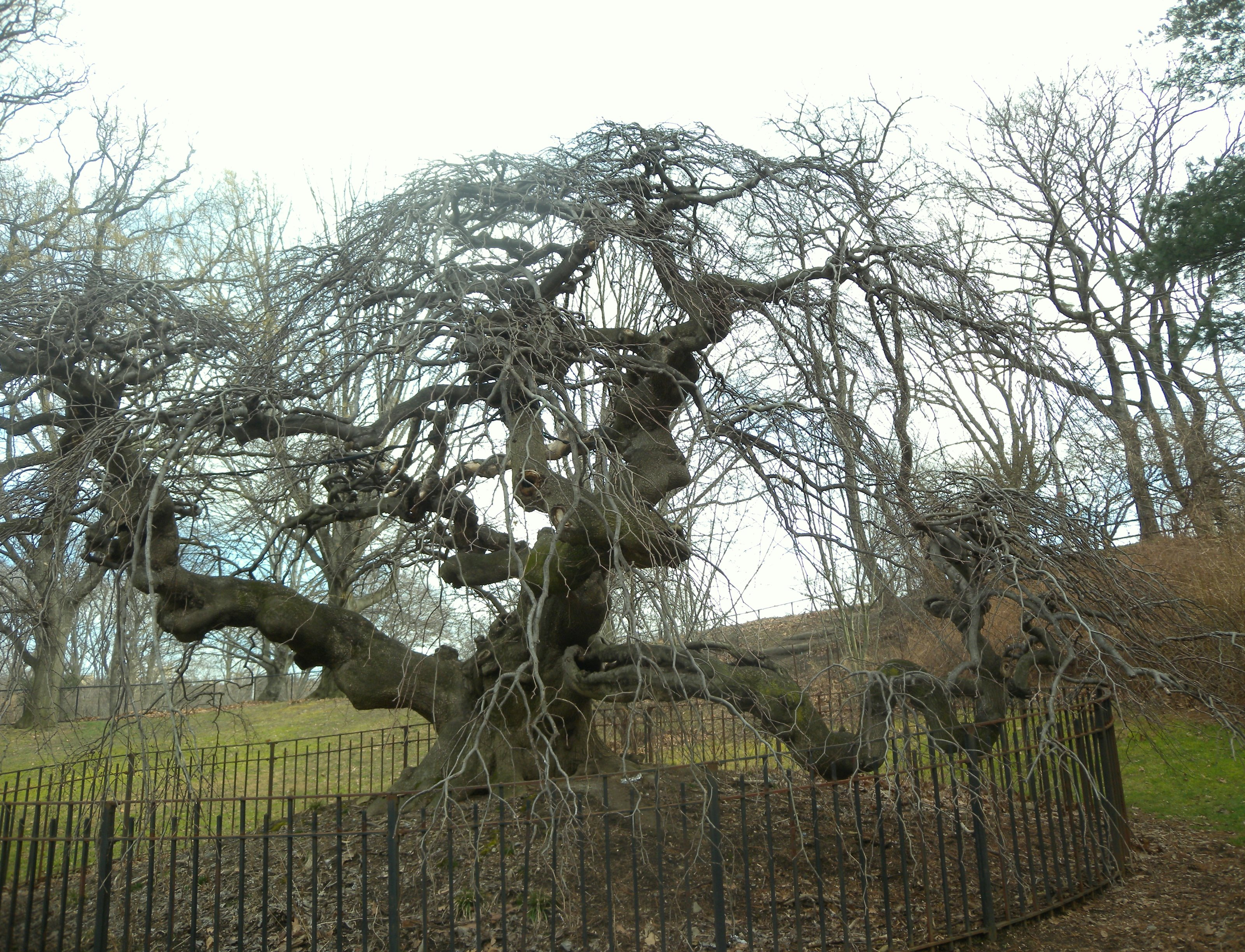
Prospect Parks camperdowns almen

Från och med 2018 hade Prospect Park 30 000 träd, bestående av cirka 200 unika arter. Med få undantag planterades träden i Prospect Park mestadels manuellt. Under sina tidigaste år hade Prospect Park haft en plantskola med träd och växter, varifrån över hundra tusen exemplar till slut togs. Nu underhåller Prospect Park Alliance regelbundet parkens flora, tar bort invasiva arter och lägger till inhemska växter. Prospect Park innehåller fyra "stora träd" som är speciellt erkända av NYC Parks. Dessa inkluderar en camperdowns alm söder om Båthuset, bland de första som planterades i Förenta staterna; en amerikansk avenbok och en japansk pagodträd som ligger nära camperdowns almen; och en engelsk alm längs West Drive.
Prospect Park rymmer också en betydande fågelpopulation. Varje år stannar hundratals flyttfågelarter i parken, och under vintrarna har fågelskådare rapporterat att de sett 60 unika arter i parken en bra dag och 100 unika arter under en typisk årstid. Under åren har totalt 298 arter registrerats i Prospect Park, inklusive 11 som inte setts i andra stadsparker. Även om det inte finns några officiella listor över fåglar som har setts i Prospect Park, har Brooklyn Bird Club fört register över fågelarter som setts i Prospect Park mellan 1967 och 1990. Populära platser för fåglar inkluderar Lookout och Quaker Hills, Ravine, Vale of Cashmere och Lily Pond.
Det finns andra faunaarter i Prospect Park också. I synnerhet omfattar vattendraget vattenfåglar, sköldpaddor, oxgrodor, fiskar och kräftdjur. Dessutom ses ekorrar ofta i parkens träd. Iakttagelser av fjärilar är också vanliga och sedan 1990- och 2000-talen har man sett ett ökande antal fladdermöss i Prospect Park.

## Förvaltning
En ideell organisation som heter Prospect Park Alliance förvaltar Prospect Park, medan NYC Parks äger och driver marken och anläggningarna. Alliansens ansvar innefattar att underhålla och återställa natur- och rekreationsområden, samt tillhandahålla utbildnings- och kulturprogram. Under räkenskapsåret som slutade den 30 juni 2018 hade alliansen nettotillgångar (eget kapital) på cirka 19,3 miljoner USD och skulder på 1,9 miljoner USD, vilket uppgick till totala tillgångar på 21,2 miljoner USD. Nettotillgångarna ökade med 1,56 miljoner USD från räkenskapsåret som slutade den 30 juni 2017.
Innan Prospect Park Alliance grundades fanns det inget privat underhåll av parken. Alliansen skapades i april 1987 efter att staden hade spenderat 10 miljoner dollar i federala medel för att renovera parken i början av 1980-talet. Alliansen startade därefter nya program för att nå ut till de omgivande samhällena, och dess renoveringsprogram fick bostadspriserna i området att öka på 1990-talet.